# Charles-Jules-Henri Chamagne
Charles-Jules-Henri Chamagne, francoski general, * 10. februar 1893, Dijon, Francija, † 1976.